# Arabis karategina
Arabis karategina är en korsblommig växtart som beskrevs av Vladimir Ippolitovich Lipsky. Arabis karategina ingår i släktet travar, och familjen korsblommiga växter. Inga underarter finns listade i Catalogue of Life.